# Basso di Lucera
Basso di Lucera (tra il 40 ed il 50 – 118) è stato primo vescovo di Lucera, considerato santo e patrono di Termoli.

## Agiografia
In epoca imperiale venne fondata a Lucera una delle prime comunità cristiane; la tradizione vuole che verso l'anno 60, l'apostolo Pietro, di passaggio per la città romana, mise a capo della nascente diocesi Basso, che secondo alcuni sarebbe stato martirizzato sotto l'imperatore Traiano nel 118.

## Controversie sull'identità
L'identità di San Basso è controversa e vi è una certa ambiguità fra il san Basso di Lucera ed il san Basso di Nizza, anch'egli vescovo e martire e celebrato il 5 dicembre, ma martire a Nizza verso il 250. Secondo alcuni potrebbe trattarsi qui di un certo San Dasio di Dorostoro, detto anche Basso.

## Culto
La festa religiosa ricorre il 5 dicembre, ma viene festeggiato a Termoli anche in agosto: il 3 si svolge la suggestiva processione sul mare con i motopescherecci e il 4, giorno della solennità della traslazione delle reliquie del santo, la processione per le vie della città.
Nel 1760 vennero scoperte le reliquie di San Basso nella Cattedrale di Santa Maria della Purificazione di Termoli. Infatti la chiesa era dedicata al santo ma poi, essendosi perse le tracce, venne rinominata a santa Maria. La chiesa è nota anche per le reliquie di Timoteo, allievo dell'apostolo Paolo.